# Принцип свободной энергии
Принцип свободной энергии — математический принцип в биофизике и когнитивной науке (особенно байесовские подходы к функциям мозга, а также некоторые подходы к искусственному интеллекту). Принцип свободной энергии предполагает, что мозг сводит к минимуму неопределенность (свободную энергию), генерируя прогнозы на основе внутренних моделей и обновляя их с помощью сенсорной информации. Это подчеркивает цель мозга по согласованию своей внутренней модели с внешним миром, чтобы максимизировать точность предсказания. Этот принцип сочетает в себе байесовский вывод с активным выводом, когда действия управляются прогнозами, а сенсорная обратная связь дополнительно обновляет их.